# PZL TS-11 Iskra
PZL TS-11 Iskra je poljsko enomotorno reaktivno šolsko vojaško letalo. Razvili so ga v poznih 1950ih pri podjetju PZL Mielec. Je prvi poljski reaktivec in najstarejše reaktivno letalo v uporabi na Poljskem. Letalo se da oborožiti z do 400 kg bomb ali raket in 23 mm topom. Zgradili so 424 letal, ki so jih uporabljale Poljske in Indijske letalske sile.
Glavni konstruktor je bil Tadeusz Sołtyk - zato tudi oznaka "TS". Prvi prototip, ki je poletel 5. februaja 1960 je poganjal britanski turboreaktivni motor Armstrong Siddeley Viper, naslednja dva prototipa pa poljska verzija Viperja, ki je imela oznako WSK HO-10. 
Letalo je povsem kovinsko konstrukcije, konvencionale konfiguracije, trapezna krila z majhnim naklonom so nameščena v sredini trupa. Vstopniki za motor so nameščeni v krilih. 
TS-11 je postavil nekaj svetovnih rekordov v svojem razredu. Iskra je bil kandidat za standardnega reaktivnega trenažerja Varšavskega pakta, vendar je izgubil proti Aero L-29 Delfín. Indija je sprva kupila 50 letal, v 1990ih pa še nadaljnih 26.

## Tehnične specifikacije (Iskra bis D)
Podatki iz Jane's All The World's Aircraft 1976-77 Taylor 1976, pp. 143–144.
Splošne karakteristike
- Posadka: 2 - pilot in inštrukotr
- Dolžina: 11,15 m (36 ft 7 in)
- Razpon kril: 10,06 m (33 ft 0 in)
- Višina: 3,50 m (11 ft 5½ in)
- Površina kril: 17,5 m² (188 ft²)
- Teža praznega letala: 2560 kg (5644 lb)
- Naložena teža: 3734 kg (8215 lb)
- Maks. vzletna teža: 3840 kg (8470 lb)
- Pogon letala: 1 × WSK SO-3 turboreaktivni motor, 9,81 kN (2205 lbf)

 Zmogljivost 
- Neprekoračljiva hitrost: 750 km/h (Mach 0,8, 404 vozlov, 466 mph)
- Maks. hitrost: 720 km/h (388 vozlov, 447 mph) at 5000 m (16,400 ft)
- Potovalna hitrost: 600 km/h (324 vozlov, 373 mph)
- Hitrost porušitve vzgona: 140 km/h (92 vozlov, 106 mph) s spuščenimi zakrilci
- Doseg: 1250 km (673 nmi, 776 mi)
- Višina leta: 11000 m (36000 ft)
- Hitrost vzpenjanja: 14,8 m/s (2913 ft/min)
- Obremenitev kril: 213 kg/m² (43,6 lb/ft²)
- Razmerje potisk/teža: 0,30

Oborožitev

- 1x 23 mm NS-23 ali NR-23 top v nosu
- 4 podkrilni nosilci, do 400 kg (880 lb) bomb ali nevodljivih raket